# 相間移動触媒
相間移動触媒 (そうかんいどうしょくばい、Phase Transfer Catalyst、略称 PTC) は、水に不溶の有機化合物と有機溶媒に不溶の試薬を反応させるために使用される少量の試薬のことである。
水にも有機溶媒にも可溶な長鎖アルキルアンモニウムカチオンを持つ塩（テトラブチルアンモニウム塩、トリオクチルメチルアンモニウム塩、ベンジルジメチルオクタデシルアンモニウム塩など）、あるいはクラウンエーテルなどが使用される。

## 求核反応
多くの有機化合物は有機溶媒には可溶であるが水には不溶である。逆に多くの求核試薬はアニオン性であるので、水には可溶であるが有機溶媒には不溶である。そのため有機化合物 E-X の有機溶媒溶液とアニオン性求核試薬 M+Nu- の水溶液を反応させようとしても、混和しないため接触している相境界でしか反応は進行せず、その反応速度は極めて遅い。
このような場合、有機化合物もイオン性物質も溶解するような高極性の有機溶媒、例えばジメチルホルムアミドやジメチルスルホキシドなどを使用すれば混和させることができ反応を起こすことができる。しかし生成物 E-Nu を有機溶媒中から回収するのが困難になるなど、別の問題が生ずる。
そこで有機化合物 E-X の有機溶媒溶液とアニオン性求核試薬 M+Nu- の水溶液の二相からなる反応系に、水にも有機溶媒にも可溶なカチオンを持つ塩 A+X- を少量加える。これは有機溶媒にも水にも可溶なため両方の相へと分配される。そして水相においては求核試薬の対カチオンが一部交換して、有機溶媒にも可溶な塩 A+Nu- を生じる。これは有機相へと移行して有機化合物 E-X と反応でき、生成物 E-Nu を生成し、A+X- が再生される。これは再び水相へと戻り、再び有機相へ求核試薬を運ぶ役割を繰り返す。このように二相間を移動して求核試薬を運ぶ役割をすることにより反応を触媒する物質を相間移動触媒という。この方法では有機相を取り出して溶媒を蒸発させれば、少量の相間移動触媒を含むだけの生成物を容易に取り出すことが可能である。

## 酸化反応
強力な酸化剤である過マンガン酸カリウムは、ほとんどの有機溶媒に溶解しない。したがって、有機溶媒中で使用したい場合には、溶媒中に相間移動触媒としてクラウンエーテルなどを加える。クラウンエーテルがカリウムイオンを包接することによって、過マンガン酸イオンがイオンペアとして有機溶媒に可溶化するため、有機溶媒中であっても均一系となり、良好な酸化剤としてはたらく。
この使用法においては、「過マンガン酸カリウム・18-Crown-6・ベンゼン」の組み合わせで用いられることが多く、その鮮やかな紫色からパープルベンゼン (purple benzene) と呼ばれている。

## 不斉相間移動触媒
不斉相間移動触媒はキラル相関移動触媒ともいうが、工業的な不斉合成では不斉相間移動触媒が注目されている。典型的には、キラルなアンモニウム塩が不斉相間移動触媒に用いられる。京大の丸岡啓二教授が開発した丸岡触媒（登録商標）は実用化段階となっている。